# Ambophthalmos eurystigmatephoros
Ambophthalmos eurystigmatephoros is een  straalvinnige vissensoort uit de familie van psychrolutiden (Psychrolutidae). De wetenschappelijke naam van de soort is voor het eerst geldig gepubliceerd in 1999 door Jackson & Nelson.